# Вулиця Академіка Шалімова (Київ)
Вулиця Академіка Шалімова — вулиця в Солом'янському районі міста Києва, місцевість Відрадний. Пролягає від бульвару Вацлава Гавела до площі Відрадної, Відрадного проспекту.
Прилучаються вулиці Василя Чумака, Віталія Скакуна, проспект Любомира Гузара, вулиці Академіка Стражеска, Академіка Білецького, Михайла Донця.

## Історія
У 1950-х роках під час забудови масиву Відрадний виникла Відрадна вулиця (назва з 1959 року). У серпні 1963 року об'єднана зі Шляхопровідною вулицею під єдиною назвою — Відрадна. У жовтні 1963 році отримала назву вулиця Героїв Севастополя на честь героїчних захисників Севастополя.
У 1981 році вулиця була розділена, частина її (від проспекту Комарова до залізниці) отримала назву Відрадна. У 1982 році Відрадну вулицю вчергове було приєднано до вулиці Героїв Севастополя.
29 лютого 2024 року вулицю знову було розділено на дві частини. Колишня Шляхопровідна вулиця (від Відрадної площі до Новопольової вулиці) зберегла назву Героїв Севастополя, а решта перейменована на честь академіка Олександра Шалімова.

## Установи та заклади
- № 3 — дитячий садок «Дельфін» № 334;
- № 3а — прокуратура Солом'янського району;
- № 9а — СЗШ № 67; Київський міжнародний інститут економіки та підприємництва; мовна школа Bridge;
- № 11в — Дракон — Київська федерація бойових мистецтв;
- № 15а — дитячий садок № 425;
- № 22 — бібліотека сімейного читання ім. Ігоря Шамо;
- № 30 — Національний інститут хірургії та трансплантології імені О. О. Шалімова;
- № 31а — дитячий садок № 483;
- № 39 — Укртелеком, Київська міська філія; АТС;
- № 40 — дитячий садок № 382;
- № 42 — кінотеатр «Тампере»;
- № 42а — ліцей «Престиж»;
- № 43 — СЗШ № 174.

## Зображення

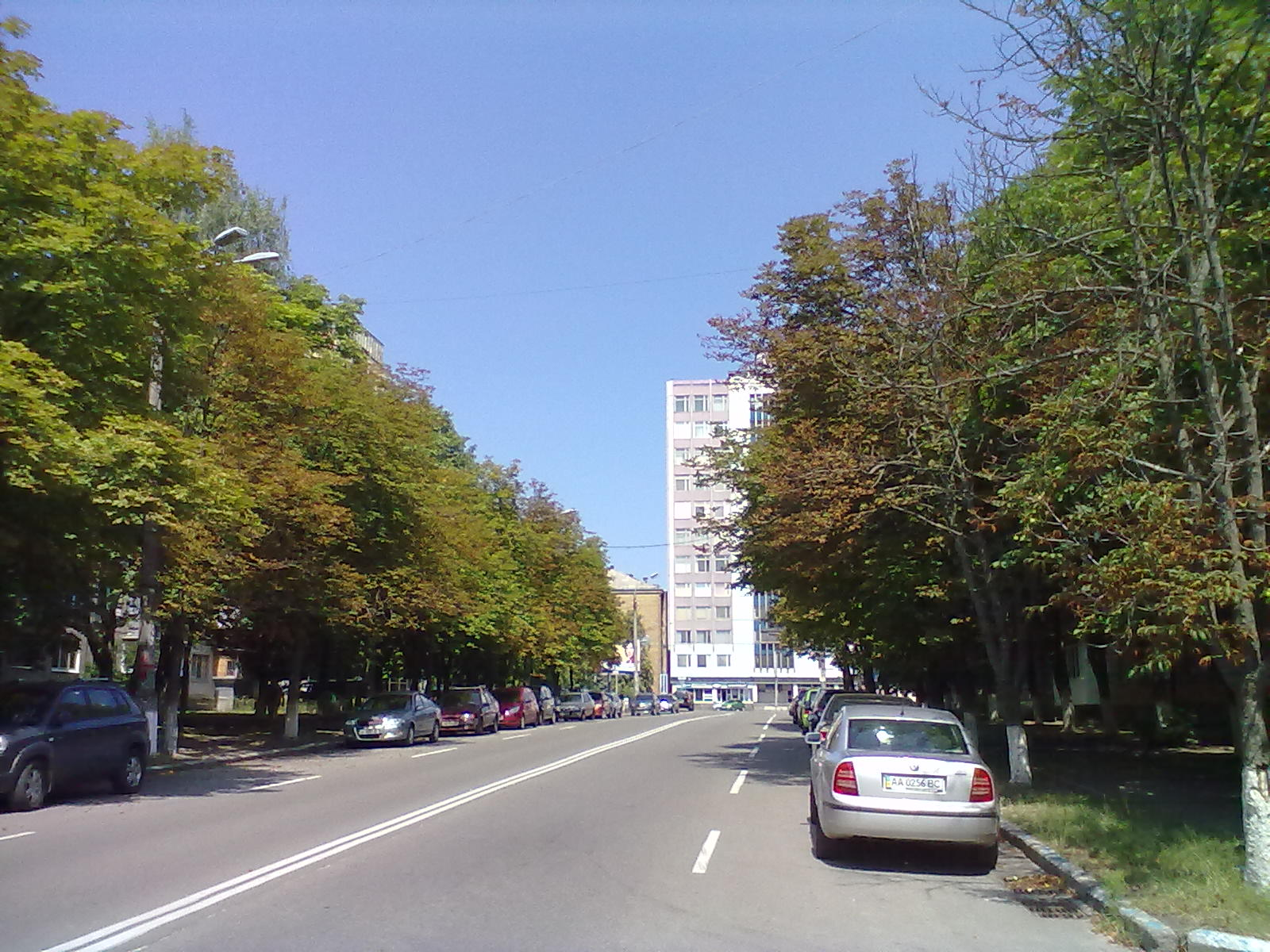
Вулиця Героїв Севастополя, вид на перехрестя з бульваром Вацлава Гавела
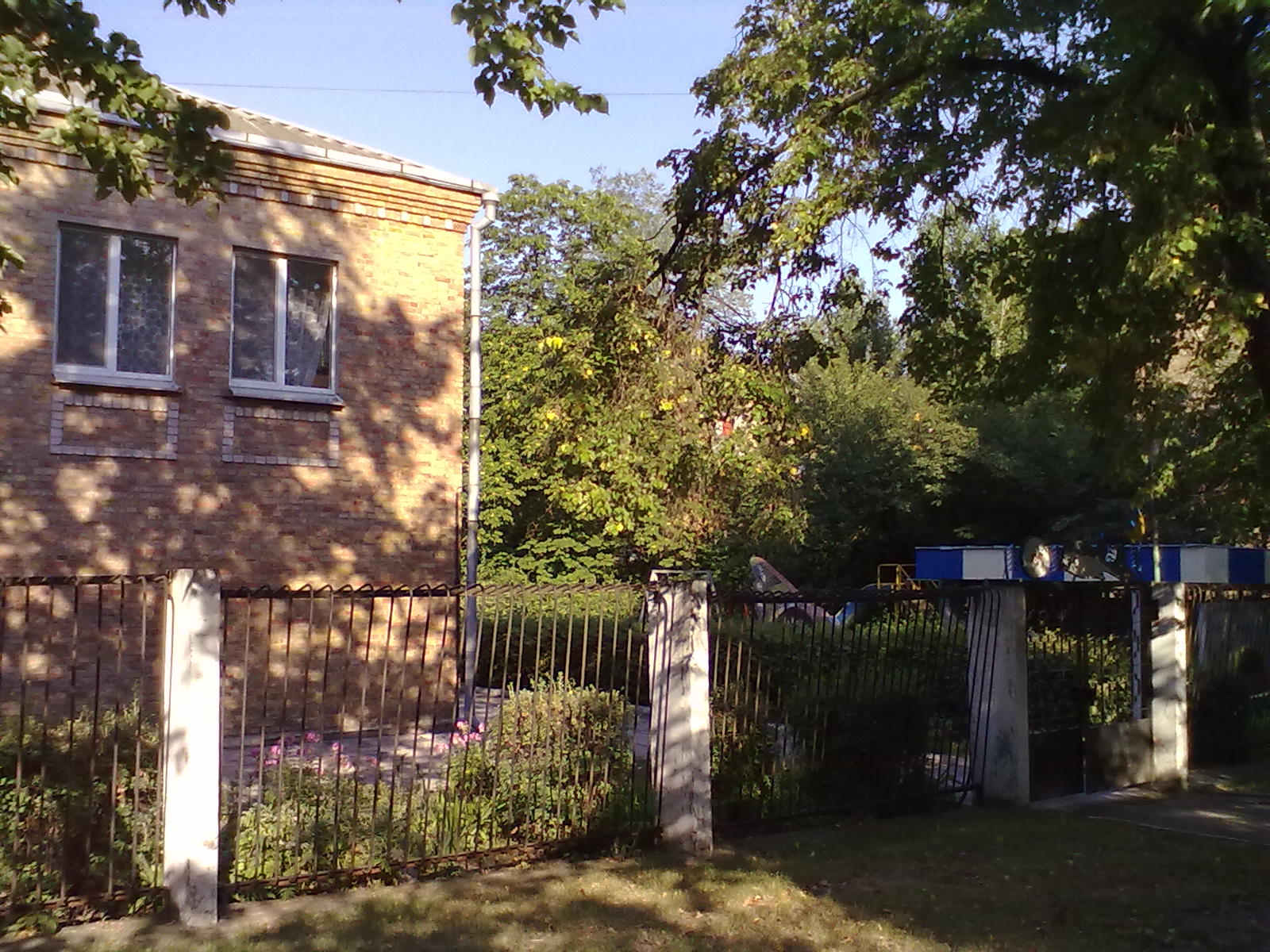
Дитячий садок «Дельфін» № 334
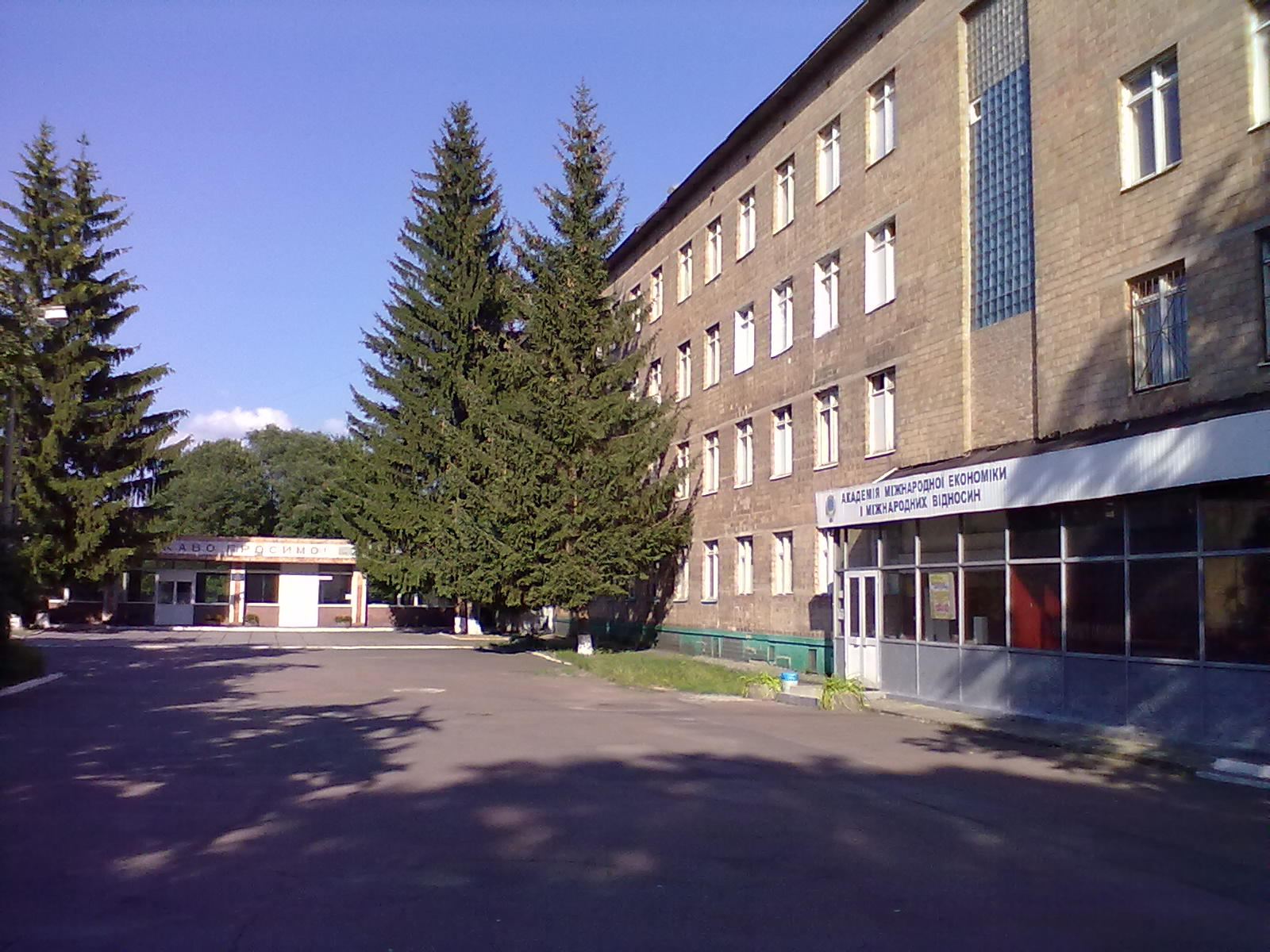
СЗШ № 67
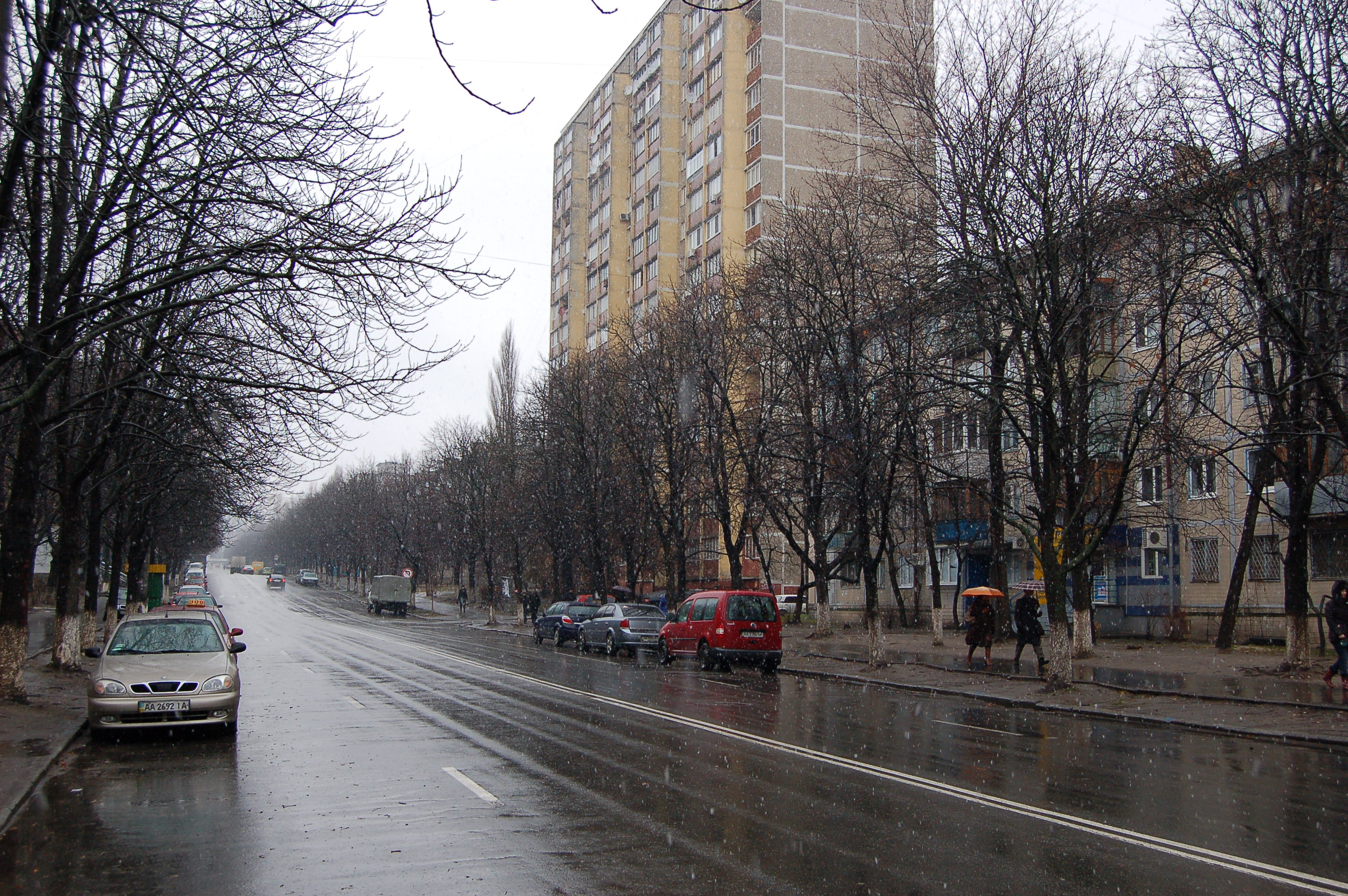
Житловий будинок  № 15
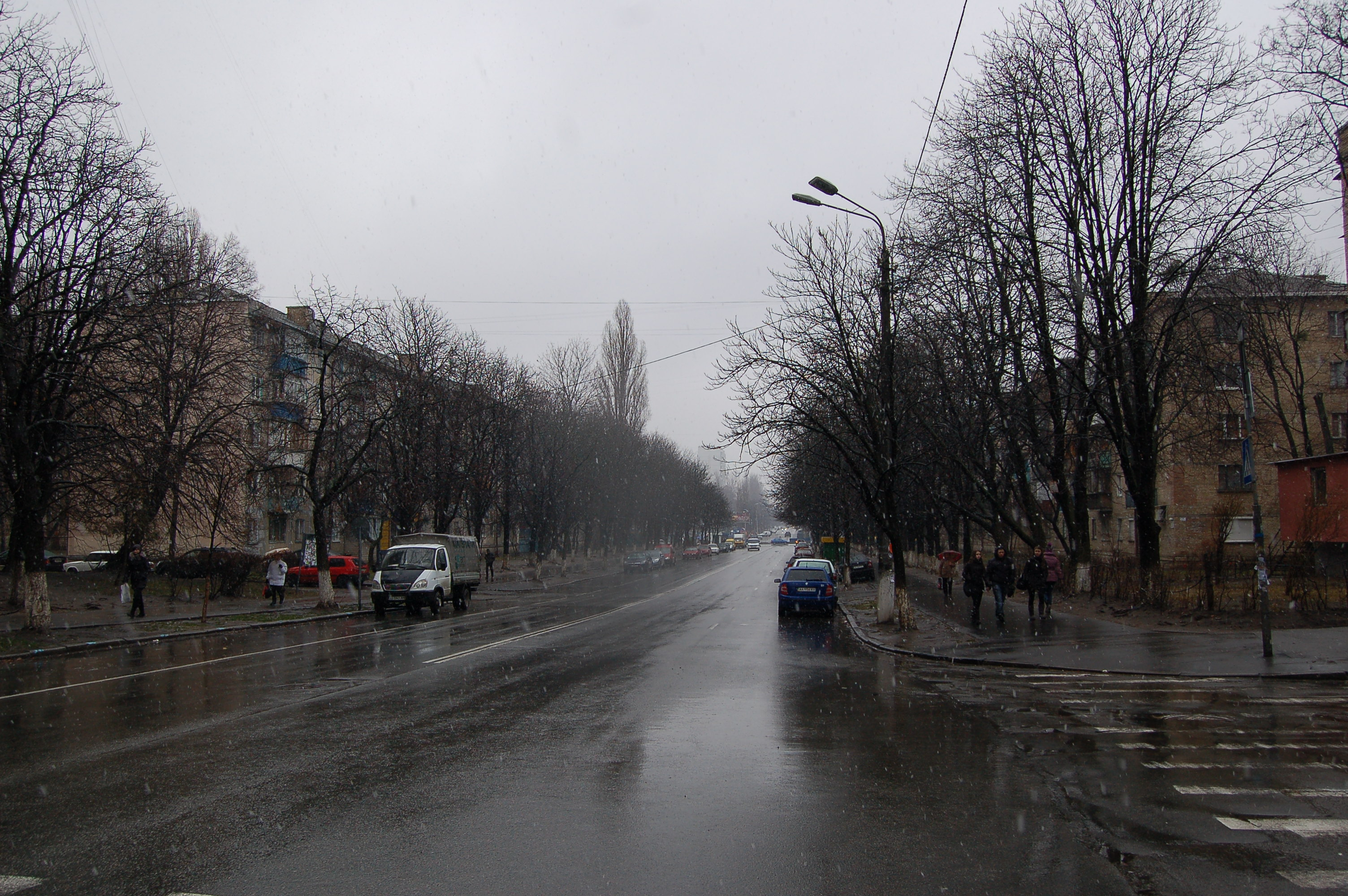
Житловий будинок  № 17
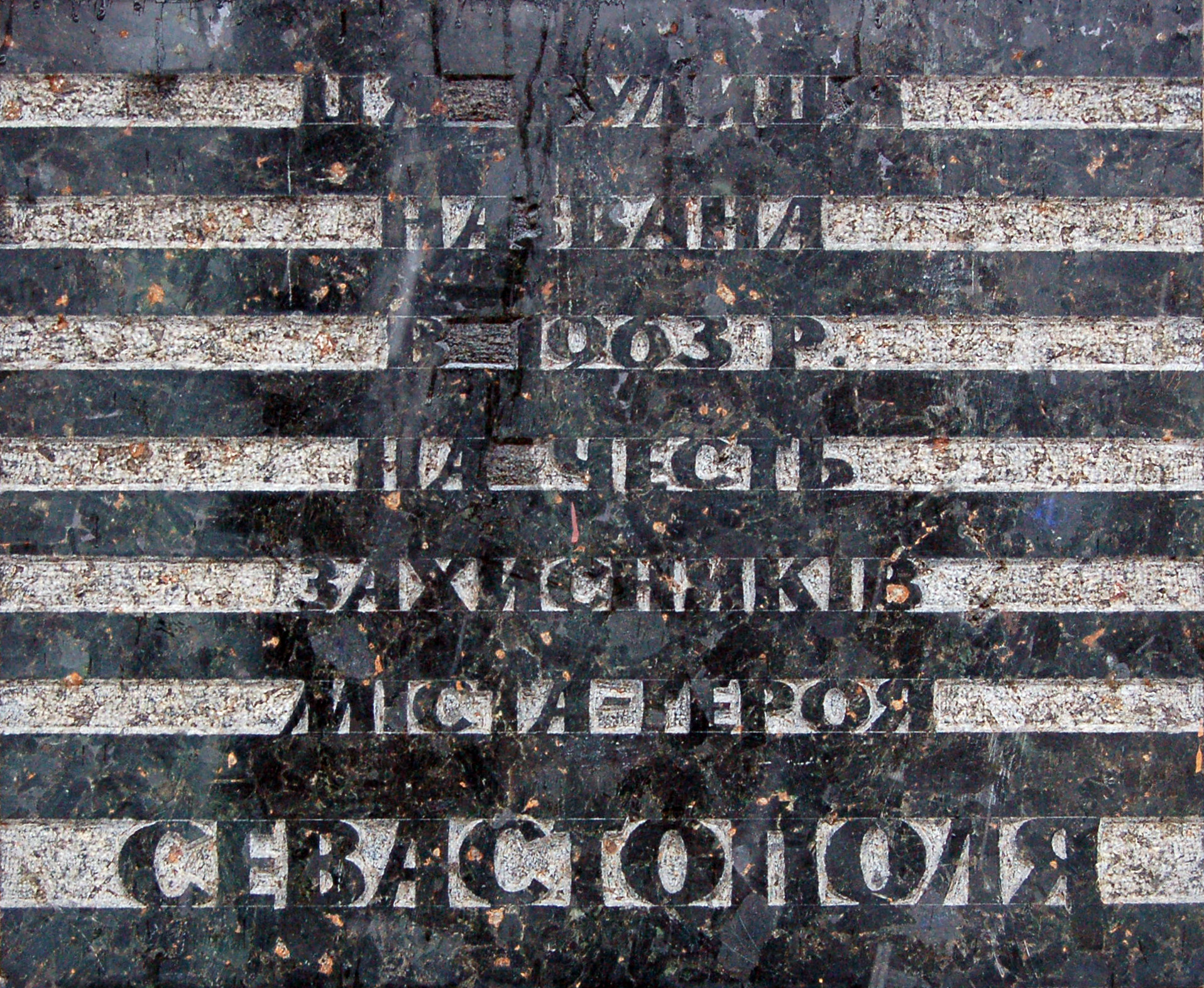
Анотаційна дошка (буд. № 1)